# Pink Industry
Pink Industry war eine britische New-Wave-Band aus Liverpool, die sich musikalisch zwischen minimalistischer Elektronik, Dark Wave und Industrial bewegte. Sie ging aus den Gruppen Big in Japan bzw. Pink Military (1978–1980) hervor und veröffentlichte 1982 eine erste EP.
Die Sängerin war Jayne Casey, Keyboard und E-Bass spielte Ambrose Reynolds, der auch bei Frankie Goes to Hollywood mitwirkte, das dritte Mitglied an Gitarre und Keyboard war Tadzio Jodlowski.
Das erste Album Low Technology 1983 erhielt 4 Sterne in einer Besprechung bei Sounds, doch blieb der Gruppe ein größerer Erfolg verwehrt.
Nach längerer Pause gab Pink Industry Ende Januar 2012 ein Konzert in Brasilien.

## Diskografie
- 1982: Forty-Five (EP, UK Zulu)
- 1983: Low Technology (Album, UK Zulu)
- 1983: Who Told You, You Were Naked (Album, UK Zulu)
- 1985: New Beginnings (12", UK Zulu)
- 1988: Pink Industry (Kompilationsalbum, UK Cathexis)
- 2008: Pink Industry (enthält Forty-Five EP und 7 Bonus-Tracks, Ger Isegrimm Records)